# Litra MK
Litra MK er en serie på 25 (26 med prototypen 350 001-2) rangerlokomotiver leveret til DSB mellem 1996 og 1998. Lokomotivseriens typebetegnelse hos Siemens og Vossloh er G322.
Prototypen som blev nummeret 352 001-2 ejes i dag af Northrail GmbH, som også har købt de MK maskiner som Railion og DSB har solgt.

## Historie
DSB fik i årene 1996-1997 leveret 20 dieselhydrauliske rangerlokomotiver litra MK 601-620 fra det tyske firma Siemens Schienenfahrzeugtechnik GmbH i Kiel. Året efter bestilte man yderligere 5 lokomotiver, MK 621-625.
Forinden havde DSB haft bestilt et antal rangerlokomotiver litra MJ i Belgien, men disse viste sig aldrig at komme til at fungere tilfredsstillende, og blev derfor returneret.
MK-lokomotiverne, som har en starttrækkraft på 129 kN, afløste de aldrende litra MH, primært til rangering og lettere strækningskørsel.
Da DSB Gods i 2001 overgik til Railion Danmark fulgte MK 604-624 med, mens DSB selv beholdt MK 625 til rangering med personvogne på Belvedere. MK 601-603 var i en periode udlejet til Railion, men på grund af manglende behov kom de tilbage til DSB. Herefter blev de i 2002 solgt til Vossloh Schienenfahrzeugtechnik, som fabrikken i mellemtiden var kommet til at hedde. Senere har disse lokomotiver været udlejet til CFL i Luxemborg og forskellige tyske privatbaner.
Litra MK er teknisk ens til en Vossloh G400 B type rangerlokomotiv, som blev bygget til Holland og Tyskland.

## Eksterne Henvisninger
- Wikimedia Commons har flere filer relateret til Litra MK
- Litra MK på Jernbanen.dk
- Litra MK på dsb.dk (Webside ikke længere tilgængelig)